# Удуърд (окръг, Оклахома)
Окръг Удуърд (на английски: Woodward County) е окръг в щата Оклахома, Съединени американски щати. Площта му е 3227 km², а населението – 18 486 души. Административен център е град Удуърд.